# Геноцид черкесів

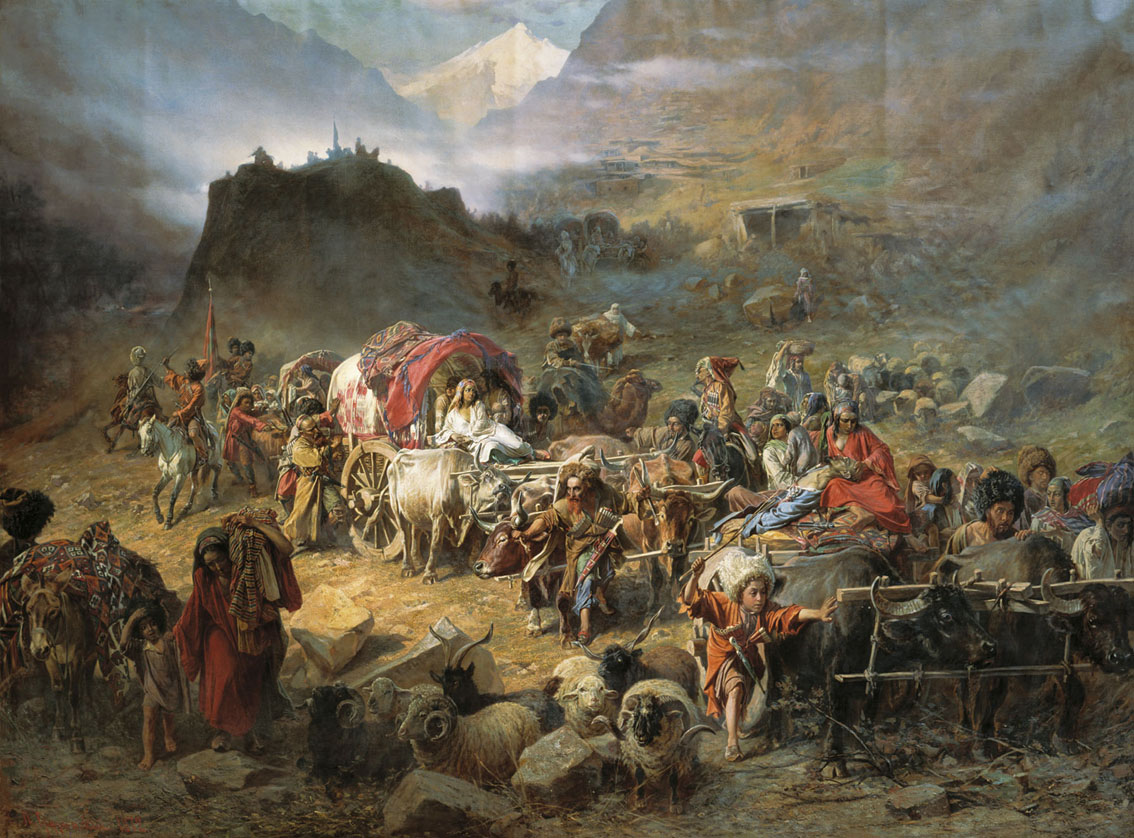
«Вихід горян з аулів перед наближенням російських військ», Петро Грузинський, 1872

Геноци́д черке́сів — масове винищення черкесів Російською імперією на Кавказі у ході Великої Кавказької війни 1763—1864 років, шляхом витіснення цього народу адигів з Черкесії. Близько 95-97 % черкеського населення було вичищено з їхньої історичної батьківщини внаслідок бойових дій і переселень. Черкеські землі заселили лояльними до імперії колоністами: москвинами, греками, вірменами. Щороку 21 травня черкеси всього світу відзначають день пам'яті жертв черкеського геноциду.

## Історія
Після невдалої спроби завоювання Константинополя і Балкан та поразки у Кримській війні, російському імператору Олександрові II була потрібна нова, але переможна війна. Його батько, імператор Микола І помер від інфаркту[що?], не переживши поразки в Кримській війні від європейських держав. Усю свою військову міць Росія кинула на Кавказ. 1859 року, після підкорення Східного Кавказу, російська армія повернула на Західний Кавказ.
21 травня 1864 року після закінчення російсько-кавказької війни почалася масова депортація черкесів (адигів) в Османську імперію. На Кавказі залишилося менш як 10 % населення адигів. Інші загинули у віковій війні, від спалаху чуми, були витіснені, багато хто потонув у Чорному морі в час переправи до Туреччини. Адиги в Туреччині дотепер не вживають в їжу рибу з Чорного моря. Потім частина черкесів пересилилася до сирійського регіону Хавран.
До 1870 року на своїй історичній батьківщині — в Закубанні й на чорноморському узбережжі від Сочі до Анапи — залишилося лише від 2 % до 5 % від довоєнного числа адигів.
Зараз, згідно з офіційними даними, за кордоном мешкає близько 2,9 мільйона (за неофіційними даними — 6-7 мільйонів) адигів, а на батьківщині лише 700—800 тисяч.
Уряд Російської Федерації не визнає геноциду і знищення адигів. Триває приховування фактів та документів на цю тематику. Факти геноциду підтверджують наявні європейські, арабські, турецькі документи.
Черкеси домагаються відновлення історичної справедливості й засудження історичної колоніальної політики Російської імперії та сьогоднішньої політики Російської Федерації, спрямованої проти інтересів черкеського народу на їхній батьківщині й у діаспорі.
У жовтні 2006 року 20 адигських громадських організацій з Росії (зокрема «Черкеського конгресу»), Туреччини, Ізраїлю, Йорданії, Сирії, США, Бельгії, Канади й Німеччини звернулися до Європарламенту з проханням про визнання геноциду адигів у XVIII—XIX століттях. У зверненні підкреслюється, що «війну, яку вела російська держава в XVIII—XIX століттях проти адигів (черкесів) на їхній історичній території, не можна розглядати як звичайні військові дії»: «Росія ставила за мету не лише загарбування території, але й цілковите знищення або виселення корінного народу зі своїх історичних земель. Інакше не можна пояснити причини нелюдської жорстокості, виявленої російськими військами на Північно-Західному Кавказі».
Питання про геноцид в Адигеї було порушено на початку 2006 року у зв'язку з пропозиціями про об'єднання Республіки Адигея з Краснодарським краєм. Уже в січні 2006 «Черкеський конгрес» звернувся до ОБСЄ з проханням втрутитися в ситуацію з метою збереження державності Адигеї у формі суверенної республіки.
Офіційно день пам'яті жертв черкеського геноциду в Російській Федерації не відзначається. Його щороку відзначають у трьох республіках: Кабардино-Балкарії, Карачаєво-Черкесії та Адигеї. А також вся черкеська діаспора світу. Влаштовують різноманітні заходи, ходу, покладання квітів до пам'ятників, запалювання вогню пам'яті.
20 травня 2011 року Парламент Грузії ухвалив резолюцію про визнання геноциду черкеського народу царською Росією під час війни 1763—1864 років. «За» проголосувало 95 депутатів, за присутності представників черкеської діаспори, запрошених на засідання. Проти ухвали виступила парламентська опозиція.
9 січня 2025 року Верховна Рада України ухвалила резолюцію про визнання геноциду черкеського народу царською Росією під час Кавказької війни 1817 - 1864 років. "За" проголосували 232 депутати.

## Статистика
Чисельність населення адигських (черкеських) субетносів до початку Російсько-кавказької війни і за 5 років по її завершенні.
| субетнії           | до війни | після війни |
| ------------------ | -------- | ----------- |
| кабардинці         | 500.000  | 35.000      |
| шапсуги            | 300.000  | 1.983       |
| абадзехи           | 260.000  | 14.660      |
| натухайці          | 240.000  | 175         |
| теміргоєвці        | 80.000   | 3.140       |
| бжедуги            | 60.000   | 15.263      |
| махошевці          | 8.000    | 1.204       |
| адамієвці          | 3.000    | 230         |
| убихи              | 74.000   | 0           |
| жанеєвці та хакучі | 100.000  | 0           |

## Визнання країнами
| Країна  | Дата визнання геноцидом |
| ------- | ----------------------- |
| Грузія  | 20 травня 2011          |
| Україна | 9 січня 2025            |

## Цитати
- Генерал-фельдмаршал, російський намісник на Кавказі О. І. Барятинський:

|  | Наша мета позбавити — Кавказьке плоскогір'я від населення і відкрити тим самим прекрасні й родючі місця для козацьких поселень |

|  | Коли країну буде від них очищено, ми затвердимо своє становище назавжди |

|  | Або ми, або вони, а разом ми жити не можемо. Якщо так, то нехай вони загинуть, а ми залишимося жити |

- Генерал, граф М. І. Євдокимов:

|  | Маю щастя привітати Вашу Величність із закінченням славної Кавказької війни, відтепер не залишається більше жодного не підкореного племені |

|  | А горянам я вважаю собі в праві надати лише те, що залишиться на їхню частку після задоволення останніх російських інтересів |